# Michael Bernhard Valentini
Pour les articles homonymes, voir Valentini.
Michael Bernhard Valentini (1657-1729, né et mort à Giessen), est un médecin et un collectionneur allemand.

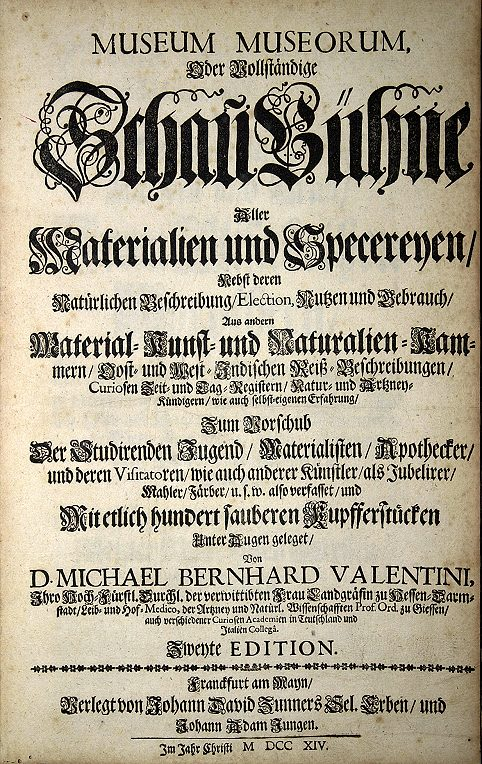
Page de titre du Museum Museorum de Michael Bernhard Valentini.

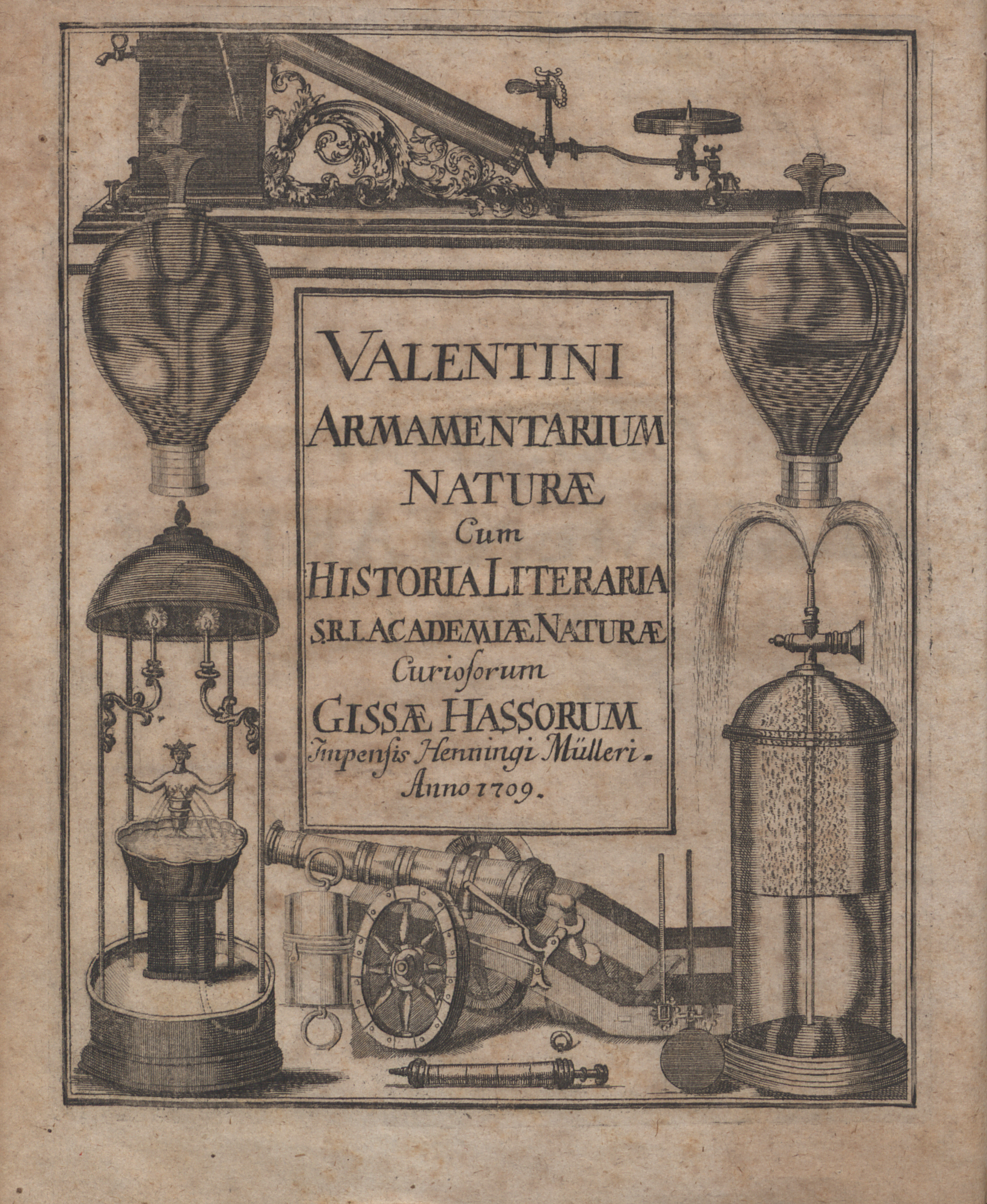
Armamentarium naturae systematicum, 1709

## Biographie
Après l’obtention de son titre de docteur en 1686 à Giessen, il devient professeur de médecine dans cette même ville et constitue un important cabinet de curiosités. Il est le médecin personnel du landgrave de Hesse-Darmstadt. Il est l’auteur de Museum Museorum, première étude des collections d’Europe. Il fait paraître en 1720 un travail d’anatomie comparée de vertébrés. Il est membre de la Royal Society (1715), de l'Académie allemande des sciences Leopoldina (1683) et de l’Académie royale des sciences de Prusse (1704).

## Liste partielle des publications
- 1714 : Museum Museorum.
- 1719 : Viridarium reformatum, seu regnum vegetabile, Das ist Neu-eingerichtetes und vollständiges Kräuter-buch, Worinnen auff noch nicht geschehene Weise, Derer Vegetabilien als Kräutern, Sträuchen, Bäumen, Bluhmen und anderer Erd-Gewachsen Art, Krafft und Würckung dergestalt beschreiben werden, dass man dieses Werck statt einer Botanischen Bibliothec haben, jedes Kraut zu seiner rechten Haupt-Art bringen, auch dessen Nutzen in der Artzney deutlich und umständlich finden... (Anton Heinscheidt, Francfort-sur-le-Main). – Ces deux volumes contient de nombreuses planches illustrées de botanique tirées de divers ouvrages pour le Florilegium novum et de Florilegium renovatum et auctum de Johannes Theodorus de Bry (1561-1623) et d’autres auteurs.
- 1720 : Amphitheatrum zootomicum (Francfort-sur-le-Main).

## Source
(en) Robert Mortimer Gascoigne, A Chronology of the History of Science, 1450-1900, Garland, New York, xi-585 p., 1987  (ISBN 0-8240-9106-X)